# コゲラ
コゲラ（小啄木鳥、学名：Dendrocopos kizukiあるいは Yungipicus kizuki）はキツツキ目キツツキ科に分類される鳥類の1種。英名は “Japanese Pygmy Woodpecker” で、日本にいる小さなキツツキの意。

## 形態
全長15 cm(13-15 cm) で、スズメと同じくらいの大きさ。翼開長は約27 cm。体重18-26 g。日本に生息するキツツキとしては最も小さい。オスよりメスがやや大きい。灰褐色と白のまだら模様の羽色をしている。南方に分布するものほど体色が濃くなる傾向がある。雌雄の羽色の違いは後頭部にある赤い斑の有無（雄にある）程度だが、野外ではほとんど見えないため、羽色で雌雄を区別することは困難なことも多い。足には前指2本と後指2本がある。

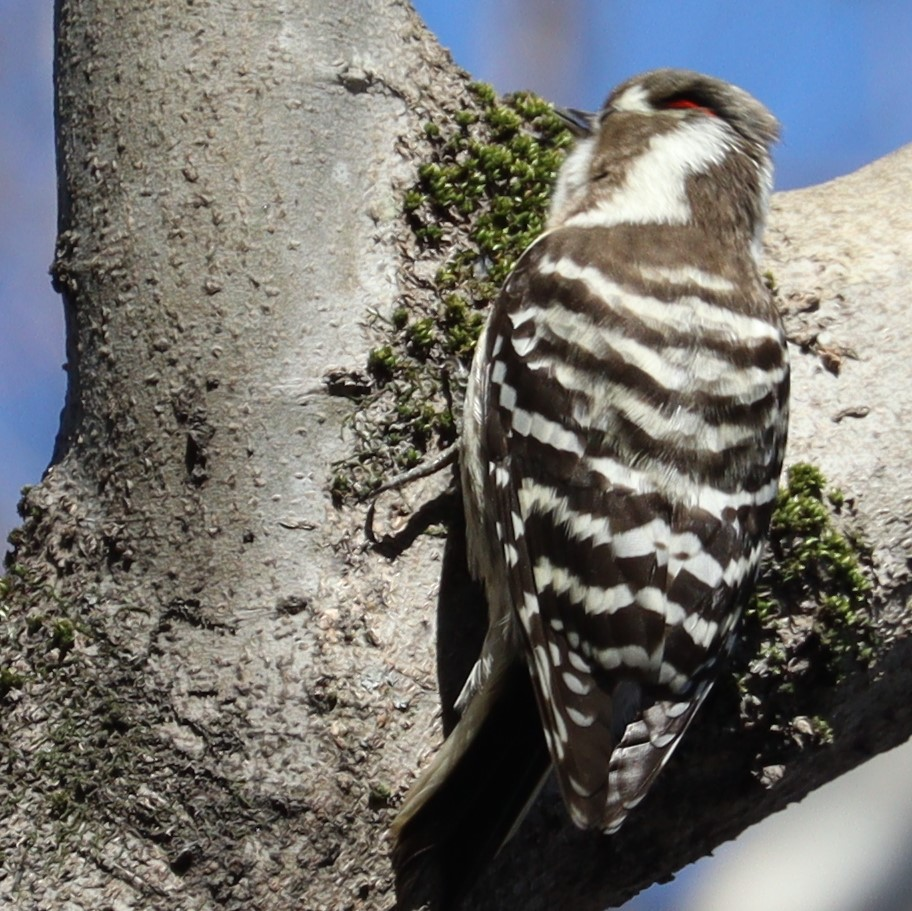
雄の後頭部の羽根には赤い斑がある

## 生態
天然林から雑木林や都市公園内の樹木など、木立のある場所ならば普通に観察される。本来は平地から山地の林に生息する鳥であるが、近年は都市の近郊にも定着しており、市街地に近い街路樹や人家の庭木、公園の樹木などでもよく見られる。1980年代以降、東京などの都市部でも繁殖するようになった。
つがいや家族がいっしょにいることが多く、お互いの確認をするため「ギー、ギー」という声を出す。なわばりの主張や、遠方への自分の位置の伝達、巣立ったヒナが親鳥に給餌をねだるときなどには、「キッキッキ」という強い声を出す。嘴で木を強く連続して叩いて音を出すドラミングも行う。ドラミング音は、アカゲラなどの大型のキツツキに比べ小さく短い場合が多い。
小さい体の割には、20ヘクタールほどの広いなわばりを持っており、一度繁殖を始めると同じ場所に生息し続ける。つがいの絆も、片方の鳥が死ぬまで続くことが多いようである。また、単独やつがいでいる場合のほか、シジュウカラなどと混群をつくる場合もある。枯れ木や生きた木の枯れ枝などに巣穴を作り、毎年新しく掘る。
食性は雑食だが、主に昆虫などの節足動物を捕食し、木の実を食べることもある。樹皮につかまり、縦横にこまかく移動しながら、表面からつまみとったり、つついて小さい穴を開け、長い舌を隙間や昆虫の掘った穴に差し入れて捕食する。

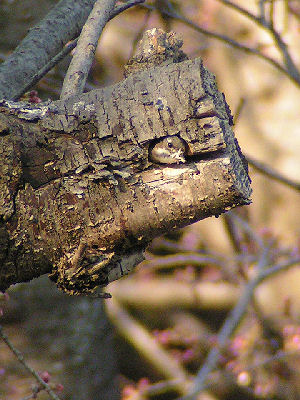
桜の木に穴を掘り巣造りをするコゲラ
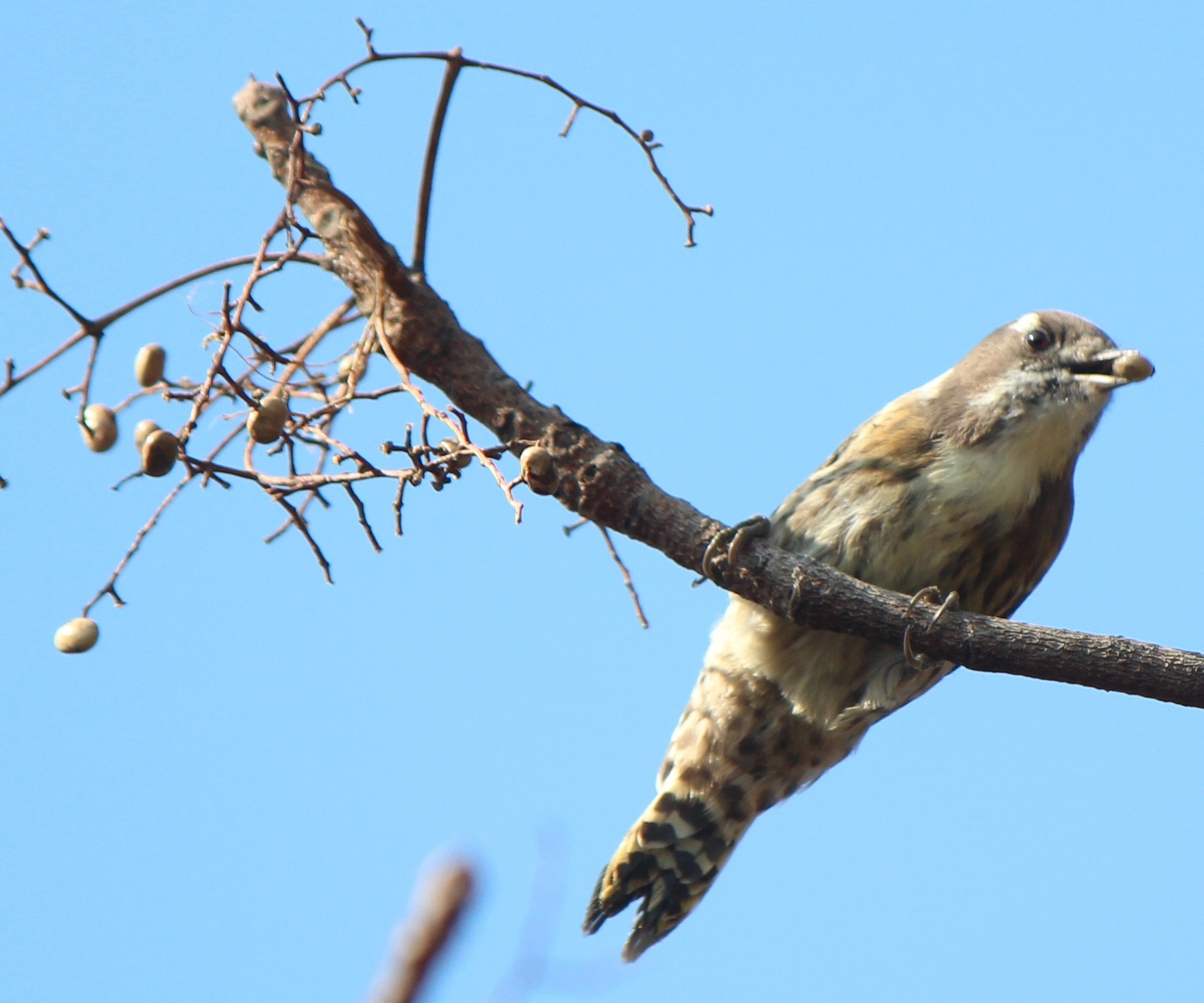
木の実を採食中のコゲラ
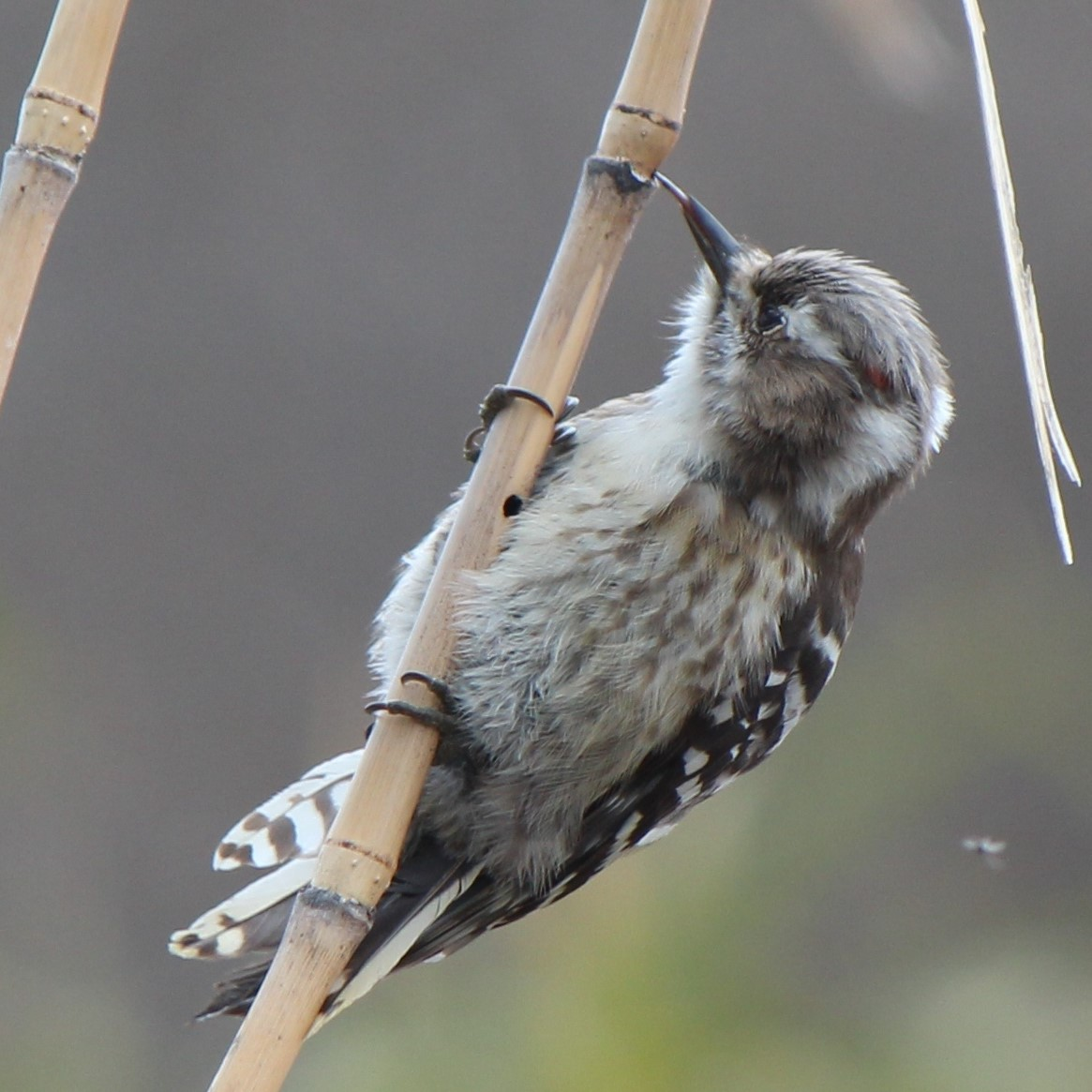
穴に長い舌を差し入れて昆虫を捕食するコゲラ

## 分布
ロシア南東部、樺太島、朝鮮半島北部、中国東北部、日本列島など、東アジアの限られた地域に分布している。
日本では佐渡島を除く全国の亜寒（亜高山）帯針葉樹林から亜熱帯照葉樹林まで留鳥として広く分布する。基本的には留鳥だが、寒冷地に生息する個体は、冬季には暖地へ移動するものもいる。東京都小平市の「市の鳥」に指定されている。

## 亜種

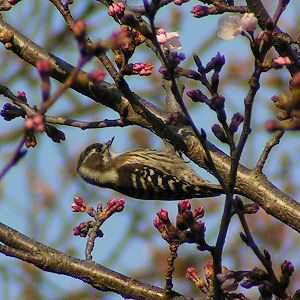
桜の木に留まるコゲラ

基亜種のキュウシュウコゲラを含め、下記の 9亜種が記載されている（順序は北から南の順）。体色は地域により異なる。

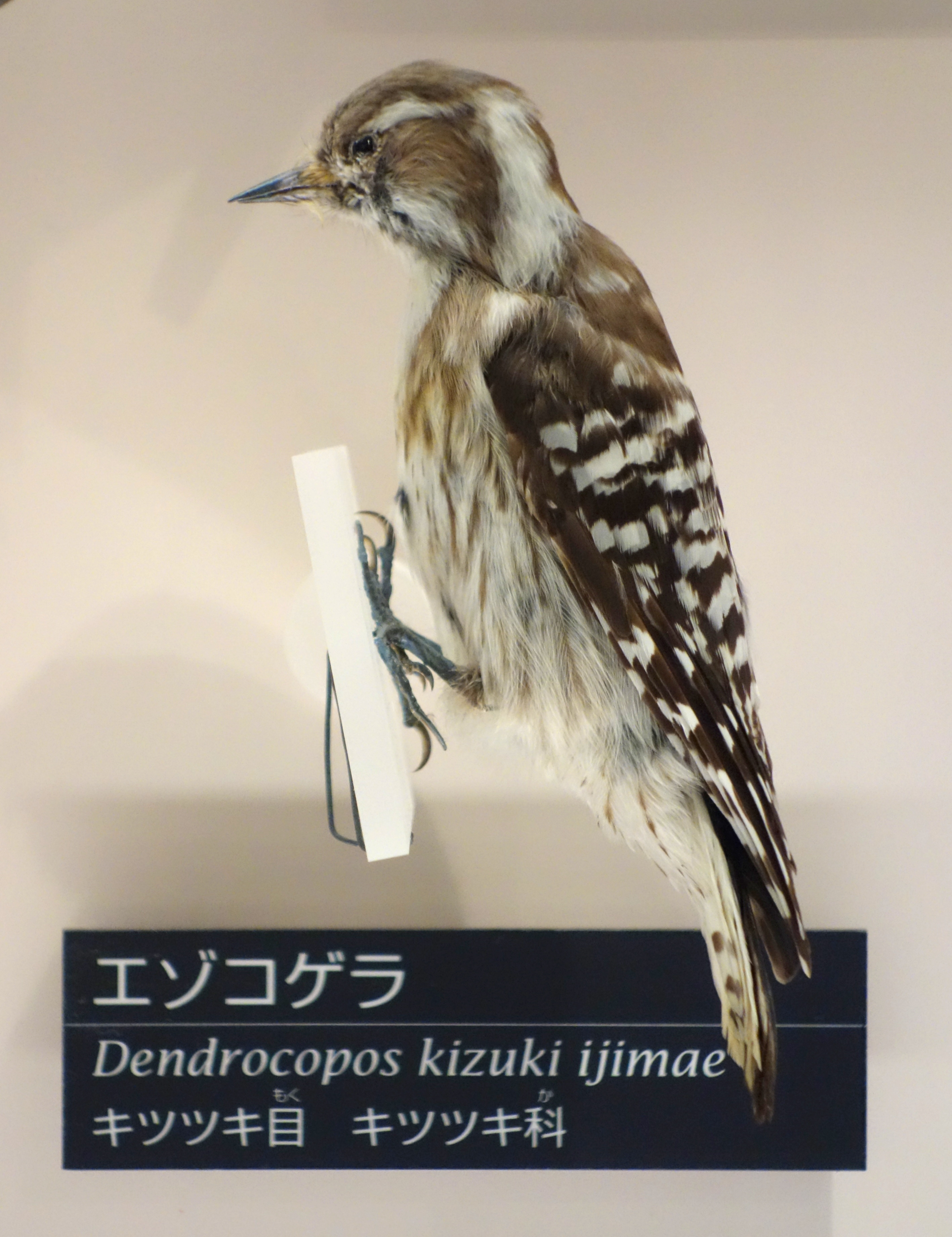
エゾコゲラ（国立科学博物館の展示）

エゾコゲラ
Dendrocopos kizuki seebohmi (Hargitt, 1884)
北海道、南千島に分布する。
コゲラ
Dendrocopos kizuki nippon (Kuroda, 1922)
本州北・中部、迷鳥として佐渡。ただし分布域が明確ではないため要検討とされる。
ミヤケコゲラ
Dendrocopos kizuki matsudairai (Kuroda, 1921)
伊豆諸島（大島、三宅島、御蔵島、八丈島）、屋久島に分布する。ただし分布域が明確ではないため要検討とされる。
シコクコゲラ
Dendrocopos kizuki shikokuensis (Kuroda, 1922)
本州西部および四国に分布する。ただし分布域が明確ではないため要検討とされる。
ツシマコゲラ
Dendrocopos kizuki kotataki (Kuroda, 1922)
対馬、隠岐諸島に分布する。
キュウシュウコゲラ
Dendrocopos kizuki kizuki (Temminck, 1836)
九州に分布する。
アマミコゲラ
Dendrocopos kizuki amamii (Kuroda, 1922)
奄美群島固有亜種。奄美大島、加計呂麻島、請島、与路島、徳之島に分布する。
リュウキュウコゲラ
Dendrocopos kizuki nigrescens (Seebohm, 1887)
沖縄本島、屋我地島に分布する。
オリイコゲラ
Dendrocopos kizuki orii (Kuroda, 1923)
八重山諸島（西表島）で確認されている。

## 近縁種

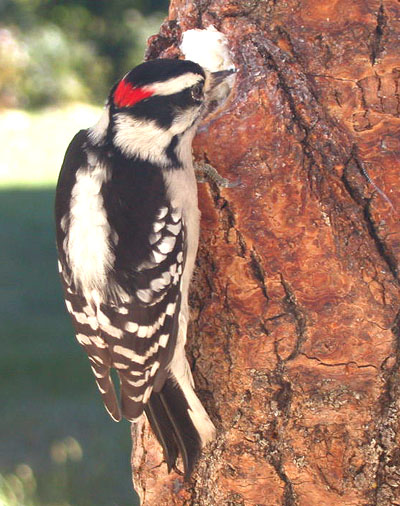
セジロコゲラ

- セジロコゲラ（学名：Picoides pubescens）